# Ranchos de Californie
Les gouvernements espagnol et mexicain firent de nombreuses concessions de terres (rancho) en Alta California (aujourd'hui connue sous le nom de Californie) et de Baja California de 1785 à 1846. Les concessions de terres espagnoles ont été accordées aux soldats retraités pour les inciter à rester à la frontière. Ces concessions revenaient à la couronne espagnole à la mort du destinataire. Le gouvernement mexicain ensuite encouragea la colonisation en accordant des concessions de terres beaucoup plus importantes aux citoyens mexicains nés dans le pays et naturalisés. Les subventions étaient généralement de deux ou plusieurs lieues carrées, soit 35 km2 de taille. Contrairement aux concessions espagnoles, les concessions de terres mexicaines conféraient des droits de propriété permanents et non grevés. La plupart des ranchos accordés par le Mexique étaient situés le long de la côte californienne autour de la baie de San Francisco, à l'intérieur des terres le long de la rivière Sacramento et dans la vallée de San Joaquin.
Lorsque le gouvernement sécularisa les églises de la Mission en 1833, il exigea que des terres soient réservées à chaque famille néophyte. Mais les Amérindiens rapidement écartèrent les Californios qui, avec l'aide de ceux au pouvoir, acquirent les terres de l'église sous forme de concessions. Les peuples indigènes des Amériques («Indiens») devinrent plutôt les esclaves virtuels des rancheros.
L'Espagne fit environ 30 concessions entre 1784 et 1821, et le Mexique accorda environ 270 concessions de terres entre 1833 et 1846. Les ranchos établirent des modèles d'utilisation des terres permanents. Les limites du rancho sont devenues la base du système d'arpentage de la Californie et se trouvent sur les cartes et les titres fonciers modernes. Les «rancheros» (propriétaires de ranchos) s'inspiraient de la noblesse terrienne de la Nouvelle-Espagne et se consacraient principalement à l'élevage de bovins et de moutons. Leurs ouvriers comprenaient des Amérindiens qui avaient appris l'espagnol tandis qu'ils vivaient dans l'une des anciennes missions. Les ranchos étaient souvent basés sur l'accès aux ressources nécessaires à l'élevage du bétail, comme les pâturages et l'eau. Le développement des terres à partir de ce moment-là a souvent suivi les limites des ranchos, et nombre de leurs noms sont encore utilisés. Par exemple, Rancho San Diego est maintenant une «ville rurale» non constituée en municipalité à l'est de San Diego, et Rancho Bernardo est une banlieue de San Diego.

## Ère espagnole
Pendant la domination espagnole (1769–1821), les ranchos étaient des concessions de la couronne espagnole, permettant la colonisation et l'octroi de droits de pâturage sur des parcelles de terre spécifiques, tandis que la couronne conservait le titre. La colonisation des ranchos en dehors des limites du presidio, de la mission et du pueblo commença en 1784, lorsque Juan José Domínguez reçut la permission du gouverneur espagnol Pedro Fages de faire paître son bétail sur les 190 km2 du Rancho San Pedro. Les concessions foncières étaient généralement mesurées en lieues . Une ligue de terre engloberait un carré qui correspond à une ligue espagnole de chaque côté - environ 1 792 ha .

## Ère mexicaine

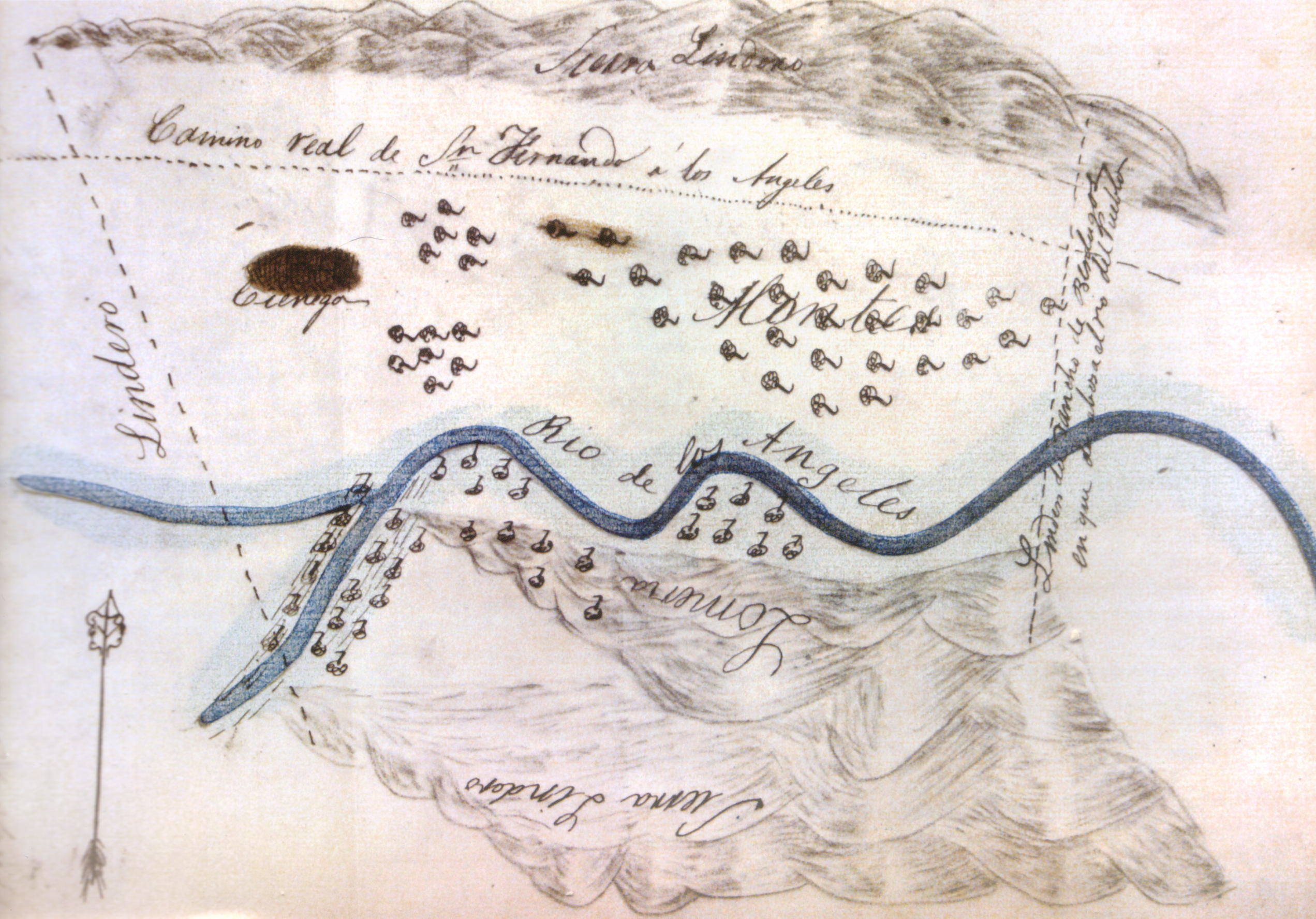
Carte-croquis ou diseño de Rancho Providencia, 1840

Pendant l'ère mexicaine (1821–1846), les bénéficiaires obtinrent le titre légal de la terre. En 1821, le Mexique obtint son indépendance de l'Espagne et la Californie passa sous le contrôle du gouvernement mexicain. La loi de 1824 sur les colonies mexicaines établit des règles pour demander des concessions de terres en Californie; et en 1828  les règles d'établissement des concessions de terres furent codifiées dans le Reglamento mexican. Les lois cherchèrent à briser le monopole foncier des missions et également ouvrirent la voie menant à attirer des colons supplémentaires en Californie, facilitant l'obtention de concessions de terres. Les gouverneurs mexicains d'Alta California obtinrent le pouvoir d'accorder des terres domaniales, et de nombreuses concessions espagnoles furent ensuite brevetées en vertu de la loi mexicaine - souvent à des «amis» locaux du gouverneur.

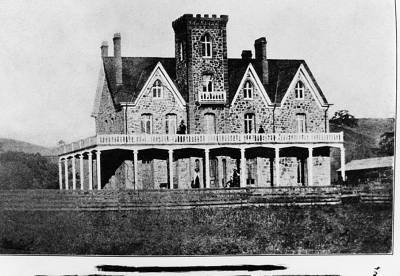
La maison en pierre de John Marsh sur son Rancho Los Meganos près de Brentwood, en Californie, fut construite en 1856. La maison, qui remplaça l'adobe d'origine sur le rancho, est toujours debout et fait maintenant partie du parc d'État de Marsh Creek (Californie).

### Sécularisation
Les soldats, les rancheros, les agriculteurs et les personnes au pouvoir convoitaient les riches terres côtières contrôlées par les missions. Le gouvernement mexicain eurent également peur des missions qui restaient fidèles au Pape et à l'Église catholique en Espagne. En août 1833, le gouvernement sécularisa toutes les missions et leurs précieuses terres, soit environ 400 000 ha par mission. Le gouvernement mexicain autorisa les padres à ne garder que l'église, les quartiers des prêtres et le jardin des prêtres. Les troupes de l'armée qui gardaient chaque mission furent renvoyées.
Le gouvernement stipula que la moitié des terres et des biens de la mission devait être donnée aux néophytes sous forme de concessions de 13 ha de terres arables avec des terres "en commun" suffisantes "pour faire paître leur bétail". Un conseil de magistrats devait superviser les cultures et les troupeaux de la mission, tandis que les terres devaient être divisées en pâturages communaux, une parcelle de ville et des parcelles individuelles destinées à chaque famille indienne. En outre, la moitié des troupeaux devait être répartie proportionnellement entre les familles néophytes,.
Mais cet objectif ne fut jamais atteint. En fait, seuls quelques Indiens d'Alta California étaient équipés sur le plan éducatif ou culturel pour accepter l'offre. Au lieu de cela, ils furent davantage exploités par les rancheros et dans de nombreux cas devinrent des esclaves virtuels. La plupart des biens de la mission furent achetés par des représentants du gouvernement ou leurs riches amis, des Californios locaux, des individus d'origine mexicaine ou espagnole qui étaient nés en Alta California,,.

### Possession
Le nombre de concessions de terres mexicaines augmenta considérablement après la sécularisation. Les anciens Indiens des missions, libérés du travail forcé dans les missions, mais sans terre propre et leur ancien mode de vie détruit, eurent souvent peu de choix. Certains vécurent avec les tribus indiennes de l'intérieur, ou cherchèrent du travail sur les nouveaux ranchos avec les troupes anciennement affectées à chaque mission. Ils se rassemblèrent parfois dans des rancherías (zones de vie près d'une hacienda) où une culture indigène espagnole et métisse se développa.
En 1846, les terres des missions et leur bétail passèrent entre les mains de 800 propriétaires privés appelés rancheros. Ils possédaient collectivement 300 000 000 ha de terres, environ un huitième du futur État , dans des unités d'une superficie allant de 1 800 ha à 20 000 ha. Les peaux principalement produites pour le marché mondial du cuir reposaient en grande partie sur la main-d'œuvre indienne. Liés au rancho par le péonage, les Amérindiens furent traités comme des esclaves. Les Amérindiens qui travaillèrent dans les ranchos moururent deux fois plus vite que les esclaves du sud.
Les limites des ranchos mexicains furent provisoires. Le nouveau propriétaire était tenu de remplir un levé légal qui établissait et marquait les limites. Même s'il était abouti, le «diseño» qui en résultait, une carte en relief grossière dessinée à la main, ne définissait souvent que vaguement les lignes de démarcation.
Le bénéficiaire ne purent pas initialement subdiviser ou louer le terrain. Il durent l'utiliser pour le pâturage ou la culture. Une résidence devait être construite en moins d'un an - la plupart furent au départ de simples cabanes aux murs d'adobe. Les voies publiques traversant la propriété devaient rester ouvertes[réf. nécessaire].
Les exigences relatives à l'enquête et à la résidence ne purent être appliquées. Le gouvernement mal financé et relativement non organisé eut peu d'intérêt dans les terres qui n'entraînaient aucun impôt. Le gouvernement plutôt perçut des recettes à partir des tarifs appliqués aux marchandises arrivant à Monterey, en Californie[réf. nécessaire].

## Ère américaine
La guerre américano-mexicaine commença le 13 mai 1846 avec une déclaration de guerre des États-Unis d'Amérique. L'action en Californie commença avec la Bear Flag Revolt le 15 juin 1846. Le 7 juillet 1846, les forces américaines prirent possession de Monterey, la capitale de la Californie, et mirent un terme ce jour-là à l'autorité et à la juridiction des fonctionnaires mexicains. La résistance armée a pris fin en Californie avec le Traité de Cahuenga signé le 13 janvier 1847. Le traité de Guadalupe Hidalgo, mettant fin à la guerre, fut signé le 2 février 1848; et la Californie devint un territoire des États-Unis. Entre 1847 et 1849, la Californie fut dirigée par l'armée américaine. Une convention constitutionnelle se réunit à Monterey en septembre 1849 et mit en place un gouvernement d'État. Il fonctionna pendant 10 mois avant que la Californie ne soit admise dans l' Union en tant que 31e État par le Congrès des États-Unis, dans le cadre du compromis de 1850, promulgué le 9 septembre 1850.

### Ruée vers l'or
La fin des années 1840 vit la fin du contrôle mexicain sur la Haute Californie; cette période également marqua le début de la plus grande prospérité des rancheros. Les bovins avaient été élevés principalement pour leur peau et leur suif, car il n'y avait pas de marché pour de grandes quantités de viande de bœuf, en particulier à l'époque précédant les apports de la réfrigération, les chemins de fer ou la production de glace. La demande radicalement changea avec le début de la ruée vers l'or, alors que des milliers de mineurs et d'autres chercheurs de fortune affluaient dans le nord de la Californie. Ces nouveaux arrivants eurent besoin de viande et le prix des bovins grimpa avec la demande. Les rancheros apprécièrent les jours sereins de la Californie hispanique.

### Revendications territoriales
Le traité de Guadalupe Hidalgo prévoyait que les concessions de terres mexicaines seraient honorées. Pour enquêter et confirmer les titres en Californie, les responsables américains acquirent les archives provinciales des gouvernements espagnol et mexicain à Monterey.
Les dirigeants du nouvel État vite découvrirent que le gouvernement mexicain avait accordé un certain nombre de subventions juste avant que les Américains ne prennent le contrôle. Les gouverneurs mexicains avaient récompensé des partisans fidèles et espéraient empêcher les nouveaux immigrants de prendre le contrôle de la terre. Parrainé par le sénateur de Californie William M. Gwin, en 1851, le Congrès a adopté «une loi visant à déterminer et à régler les revendications territoriales privées dans l'État de Californie». La loi obligeait tous les détenteurs de concessions foncières espagnoles et mexicaines à présenter leurs titres pour confirmation devant le Board of California Land Commissioners. Contrairement au Traité de Guadalupe Hidalgo, cette loi plaça la charge de la preuve du titre sur les propriétaires terriens. Les boursiers devaient prouver la validité des subventions qu'ils avaient reçues et établir leurs limites exactes. Les diseños disponibles furent souvent imprécis. Jusqu'à la ruée vers l'or, les terres eurent peu de valeur et les limites étaient souvent assez vagues, faisant référence à un chêne, un crâne de vache sur un tas de rochers, un ruisseau et, dans certains cas, une chaîne de montagnes. Les 588 subventions accordées par les autorités espagnoles et mexicaines en Californie entre 1769 et 1846 englobèrent plus de 3 580 000 ha, soit près de 36 000 km2.
Même dans les cas où les limites étaient plus spécifiques, de nombreux marqueurs avaient été détruits avant que des relevés précis puissent être effectués. Hormis les lignes d'arpentage indéfinies, la Commission foncière devait déterminer si les bénéficiaires avaient satisfait aux exigences des lois mexicaines sur la colonisation. Alors que la Commission foncière confirmait 604 des 813 demandes qu'elle examina, la plupart des décisions firent l'objet d'un appel devant la US District Court et certaines devant la Cour suprême. Le processus de confirmation nécessita des avocats, des traducteurs et des arpenteurs, et il fallut en moyenne 17 ans (y compris la guerre civile, 1861–1865) pour le faire aboutir. Il s'avéa coûteux pour les propriétaires fonciers de défendre leurs titres par le biais du système judiciaire. Dans de nombreux cas, ils durent vendre une partie de leurs terres pour payer les frais de défense ou donnèrent un terrain aux avocats en lieu et place de paiement,.
Les revendications territoriales espagnoles et mexicaines rejetées donnèrent lieu à des revendications contradictoires de la part des concédés, des squatteurs et des colons à la recherche des mêmes terres. Cela entraîna une pression sur le Congrès pour qu'il modifie les règles. En vertu de la Preemption Act de 1841, les squatteurs pouvaient préempter les revendications des autres sur des parties de la terre et acquérir un titre clair en payant 1,25 $ l'acre pour un maximum de 160 acres (0,65 km2). Les terres dont les titres furent rejetés par les tribunaux devinrent une partie du domaine public et accessibles aux fermiers après l'adoption du premier Homestead Act fédéral de 1862, permettant à quiconque de revendiquer jusqu'à 160 acres. Cela entraîna une pression supplémentaire sur le Congrès, et à partir de Rancho Suscol en 1863, il adopta des lois spéciales qui permettaient à certains demandeurs de préempter leurs terres sans égard à la superficie. En 1866, ce privilège fut étendu à tous les propriétaires de revendications rejetées,.
Un certain nombre de ranchos restèrent en tout ou en partie dans la bande de territoire de l'Alta California laissée au Mexique par le traité de Guadalupe Hidalgo, qui ensuite devint une partie de la Basse-Californie. La Rancho Tía Juana (en partie dans le comté de San Diego, Californie) perdit sa revendication de titre de propriété sur ses terres dans le comté de San Diego, mais l'équilibre du rancho fut confirmé par le gouvernement mexicain dans les années 1880. Les Rancho El Rosario, Rancho Cueros de Venado et Rancho Tecate furent chacun accordés à des citoyens de San Diego dans les années 1820 ou 1830 et se trouvèrent entièrement dans ce qui est maintenant la Basse-Californie, tout comme le Rancho San Antonio Abad, dont l'origine et le titre sont plus obscurs. Leurs titres ne furent jamais contestés devant les tribunaux américains.

### Désintégration
Les rancheros devinrent riches en terres et pauvres en argent, et le fardeau de tenter de défendre leurs revendications fut souvent accablant financièrement. Les bénéficiaires perdirent leurs terres à la suite d'un défaut d'hypothèque, du paiement des honoraires d'avocat ou du paiement d'autres dettes personnelles. Des terres furent également perdues à la suite d'une fraude. Une forte baisse des prix du bétail, les inondations de 1861–1862 et les sécheresses de 1863–1864 forcèrent également de nombreux rancheros surexploités à vendre leurs propriétés aux Américains. Ils subdivisèrent souvent rapidement la terre et la vendirent à de nouveaux colons, qui commencèrent à cultiver des parcelles individuelles.
Un changement dans la domination économique de la culture céréalière sur l'élevage fut marqué par l'adoption de la loi californienne «No-Fence Law» de 1874. Cela fut abrogé par le Trespass Act de 1850, qui exigea des agriculteurs de protéger leurs champs plantés contre le bétail en liberté. L'abrogation de la Trespass Act exigea que les éleveurs clôturent le bétail au lieu de clôturer les cultures. Les éleveurs furent confrontés soit aux dépenses élevées de clôture de grandes étendues de pâturage, soit à la vente de leur bétail à des prix ruineux,.

### Héritage
Les ranchos établirent des modèles d'utilisation des terres qui sont toujours reconnaissables dans la Californie contemporaine. De nombreuses communautés conservent encore leur nom de rancho espagnol. Par exemple, Rancho Peñasquitos, la première concession de terre par les Espagnols dans le comté de San Diego actuel, est maintenant une banlieue de la ville de San Diego. Les communautés modernes suivent souvent les limites d'origine du rancho, basées sur des caractéristiques géographiques et des lignes droites abstraites. Aujourd'hui, la plupart des concessions de terres ranchos originales ont été démantelées et vendues pour devenir des banlieues et des faubourgs ruraux. Un très petit nombre de ranchos appartiennent toujours aux descendants des propriétaires d'origine, conservent leur taille d'origine ou restent sous-développés.
Rancho Guejito dans le comté de San Diego est considéré comme le dernier des Ranchos de San Diego à être sous-développé. Seulement quelques structures historiques et une maison de ranch de 740 m2, construite dans les années 1970, occupe les 5 400 ha. Benjamin Coates  acheta le terrain dans les années 1970 après que le gouverneur Jerry Brown eut opposé son veto à un achat qui aurait fait de Guejito un parc d'État. Coates acheta 3 500 ha supplémentaires de terres environnantes entre les années 1970 et sa mort en 2004. Coates et son épouse Nancy tous deux exprimèrent leur souhait que le Rancho reste sous-développé. Après sa mort en 2006, la propriété du terrain passa à leur fille, Theodate Coates, une artiste de New York. Malgré le souhait de ses parents que le développement soit maintenu à l'écart du Rancho, elle prit des mesures pour supprimer le statut de Rancho Guejito en tant que réserve agricole et éventuellement aménager le terrain en habitation[réf. nécessaire].